# Adam Friedrich Grote

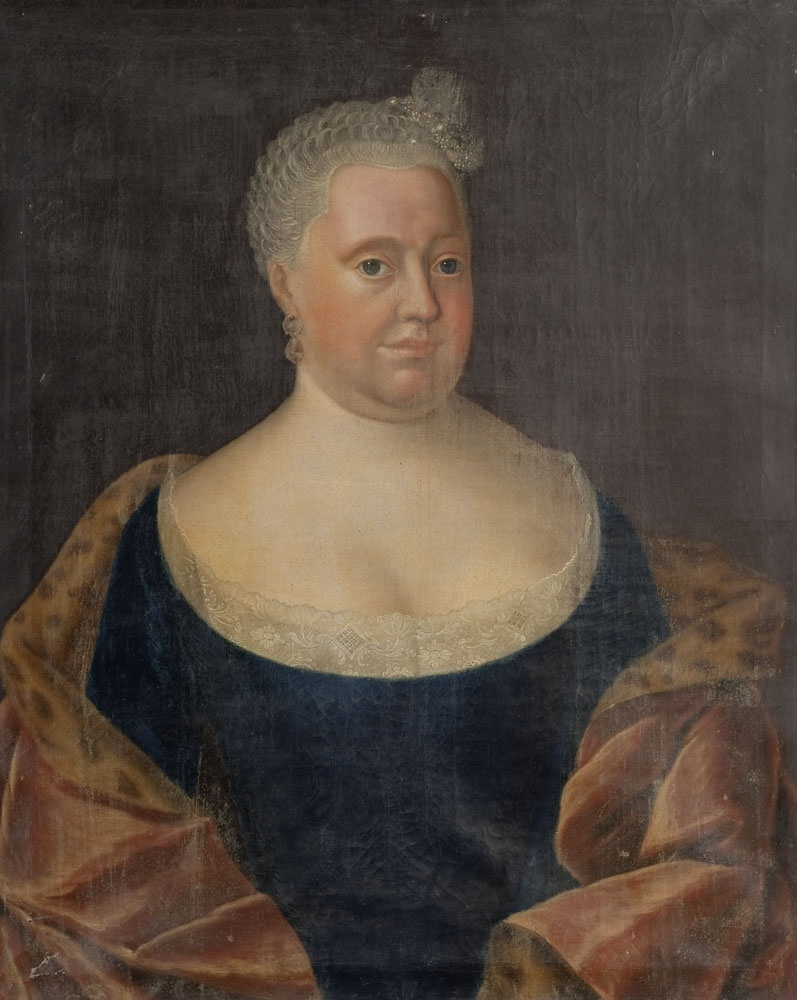
Gräfin Luise Friederike zur Lippe, gemalt von Adam Friedrich Grote

Adam Friedrich Grote (geb. 17. September 1723 in Bürgel; gest. 30. Dezember 1807 in Lemgo) war ein Bürgeler Maler.
Grote entstammte einer Künstlerfamilie, die schon lange in Bürgel als solche tätig war. Adam Friedrich Grote muss seine Heimatstadt Bürgel früh verlassen haben, da es Zeugnisse seines künstlerischen Schaffens dort nicht gibt. Ab 1777 war Grote Bürger von Lemgo.
Unklar ist, wie Grote in Verbindung mit dem Lippischen Grafenhaus kam. Er fand aber sein Auskommen. Er malte jedenfalls vorwiegend Adlige. Er war dort gewissermaßen Hofmaler.
„Neben den Bildnissen im Lippischen Landesmuseum Detmold finden sich noch andere Bilder aus dem 1770er Jahren, die Grote von Lippischen Grafen und Prinzessinnen fertigte. Hierzu gehört K Charlotte Clementine in Lippstadt sowie – im Besitz der Lippischen Fürstenfamilie das Bildnis, welches den jungen Fürsten Leopold II. zeigt (1771).“ Auch bekannt ist sein Bildnis von Gräfin Luise Friederike zur Lippe. Allerdings ist Grotes Wirken auch in Sachsen nachzuweisen. So schuf Grote zusammen mit Bildhauer Emanuel  Gotthelf Siegismund in der Dorfkirche Trinitatiskirche (Kittlitz) bei Löbau den ursprünglichen Orgelprospekt und die Kanzel.
Grote wurde auf dem Lemgoer Nikolaifriedhof begraben.
Christfried Löbers Ehefrau war seine Taufpatin.